# Família Drengot
Els Drengot (també coneguts com a Drengot de Quarrel o Quarrel-Drengot) van ser una família de mercenaris normands, una de les primeres a arribar al Mezzogiorno d'Itàlia per lluitar al servei dels longobards. Es van convertir en la família més destacada després dels Hauteville.

## Orígens
La família provenia de Carreaux, prop d'Avesnes-en-Bray, a l'est de Rouen. De Quarrelis o Quadrellis, del llatí per a Carreaux, la família obté el seu nom alternatiu de "Quarrel". Algunes fonts, però, situen els orígens de la família a Alençon.
Els primers membres de la família coneguts són cinc germans. Quatre d'aquests van acompanyar el seu germà exiliat, Osmond, que havia assassinat un dels companys de caça del duc Ricard I de Normandia. Les fonts divergeixen quant a qui entre els germans era líder en el viatge cap al sud. Orderic Vitalis i Guillem de Jumièges anomenen Osmond. Rodulfus Glaber anomena Rodolf. Lleó d'Òstia, Amat de Montecassino i Adémar de Chabannes anomenen Gilbert Buatère. Segons la majoria de fonts del sud d'Itàlia, aquest últim va ser designat líder per a la batalla de Cannes el 1018. Els germans restants eren Ascletí i Rainulf, probablement els fills menors. Algunes fonts, com Glaber, afirmen que el grup de 250 guerrers normands es van detenir a Roma per trobar-se amb el papa Benet VIII. Després van passar a una de les capitals longobardes: Salern o Càpua. Des d'allí es van unir amb Melus de Bari, el líder dels rebels longobard a la Pulla.

## Ascens
Els normands Drengot van tenir èxit amb Melus fins a la seva derrota a Canes el 1018. Després que l'emperador Enric II arribés el 1022 i pacifiqués la regió, mantenint el status quo entre grecs i longobards, va donar a un nebot de Melus alguna terra a la vall de Comino. Aquest nebot de Melus va portar amb ell molts dels mercenaris normands, inclosos els Drengot, exceptuant Rodolf, que va tornar amb alguns homes a Normandia.
Els Drengots no van triomfar sota els fills grans, Gilbert morint a Canes i Rodolf tornant a França. Va ser el jove, però despietat, Rainulf qui els va portar a grans èxits. Va donar els seus homes en suport del destituït duc de Nàpols, Sergi IV, el 1029. Quan Sergi va tornar al poder, va donar a Rainulf no només la seva germana en matrimoni, sinó també la ciutat i els voltants d'Aversa. Rainulf immediatament va fortificar la ciutat i va néixer el primer estat normand a Itàlia.
El 1042, Ascletí, que havia participat amb les Hautevilles en la conquesta de la Pulla, va rebre Acerenza.

## Govern a Càpua
L'esdeveniment més significatiu de la història familiar del clan Drengot va ser la conquesta del principat de Càpua el 1058. El 1057, Pandulf VI va morir i Ricard, fill d'Ascletí, va assetjar immediatament la ciutat de Càpua. Es va rendir l'any següent, però Ricard, tot i que prengué el títol príncep, va deixar la ciutat en mans del seu legítim príncep, Landulf VIII, fins al 1062.
Ricard també va establir la seva sobirania sobre Gaeta el 1058 i va enviar el seu fill, Jordà, que prengués possessió de la ciutat el 1062, tot i que això no es va aconseguir fins al 1064. Richard i Jordà van treballar per ampliar el poder dels Drengot al nord, al Laci i als Abruços. Van formar l'únic contrapoder als Hauteville, després que aquests conquerissin Calàbria i Sicília.
El 1077, Ricard, va començar a assetjar Nàpols, però va morir el 1078. Jordà no va continuar el setge, però durant el seu regnat, la influència dels Drengot va disminuir en proporció a la dels Hauteville, que van acabar les seves conquestes a Sicília i van expulsar dels grecs de la península.
Del 1092 al 1098, els Drengot van ser expulsats de Càpua per part de la ciutadania longobarda. Després de la seva reinstal·lació, la dinastia va disminuir cada vegada més en potència relativa. Es van veure obligats a sotmetre's al duc de la Pulla i després al rei de Sicília. Robert II de Càpua es va revoltar contra aquest últim i es va passar la vida intentant, amb l'ajut de l'emperador i el papa, reprendre el seu principat, però no ho aconseguí. Va morir el 1156 i el poder dels Drengot es va acabar completament.

## Geneologia
Els cinc germans coneguts i els seus descendents:
- Gilbert Buatère (d.1018)
- Osmond
- Rodolf
- Rainulf I, comte d'Aversa (1030-1045)
- Ascletí, comte d'Acerenza
  - Ascletí, comte d'Aversa (1045)
  - Rainulf II, comte de Caiazzo
    - Ricard
    - Robert, comte d'Alife i Caiazzo (1086-1115)
      - Rainulf III, comte d'Alife i Caiazzo (1108-1139) i duc de la Pulla (1137-1139)
        - Robert

      - Ricard, comte de Raviscanina
        - Andreu, comte de Raviscanina

      - Gilbert, senyor de Solofra

  - Ricard I, comte d'Aversa (1049-1078) i príncep de Càpua (1058-1078)
    - Jordà I, príncep de Càpua (1078-1090)
      - Ricard II, príncep de Càpua (1090-1106)
      - Robert I, príncep de Càpua (1106-1120)
        - Ricard III, príncep de Càpua (1120)

      - Jordà II, príncep de Càpua (1120-1127)
        - Robert II, príncep de Càpua (1127-1156)
          - Robert
          - Jordà, sebast

    - Jonatan, comte de Carinola

  - Robert
    - Alexandre
    - Drogo
    - Hubert

Rainulf Trincanocte, comte d'Aversa, era fill d'un germà d'Ascletí Drengot. No se sap si aquest germà era un dels seus quatre germans coneguts o un altre germà o una germana. Va tenir un fill anomenat Germà, que també va ser comte d'Aversa.